# 美標中國
A-S China Plumbing Products Limited，又名美標中國（除牌當時為8262.HK），曾在香港交易所上市，主要業務為生產及銷售中國製造及分銷浴室及廚房固定裝置及潔具龍頭產品。2003年7月11日，從匯豐中國基金（已除牌）分拆上市。
2009年6月20日，被日本住生活集團股份有限公司旗下伊奈股份有限公司收購股權。2009年11月9日，该项收购获得股東特別大會通過，2009年12月15日成功撤銷上市。

## 連結
- 美標中國 （页面存档备份，存于）
- 本公司通告消息